# Lars Edlund
Lars Olof Edlund, (Karlstad, centre-occidental de Suècia, 6 de novembre, 1922 - Uppsala, província d'Upplandd, 21 de desembre 2013), va ser un compositor, educador musical i músic d'església suec (orgue, clavecí, piano).

## Biografia
Edlund va estudiar amb Ina Lohr a la "Schola Cantorum Basiliensis" de Basilea i estava molt interessat en el cant gregorià. Va visitar molts monestirs i més tard es va convertir al catolicisme.
Després de servir com a músic d'església a les parròquies de Tranås i Södertälje St. Ragnhild de 1947 a 1959, Edlund va ser emprat com a professor a la Royal Academy of Music de 1959 a 1971, incloent l'entrenament de l'oïda. Els seus dos llibres de text sobre aquest tema, Modus novus (1963) i Modus vetus (1967), van estar innovadors i encara s'utilitzen avui en dia en l'ensenyament musical superior.
Edlund va ser un dels primers a Suècia a implicar-se en el moviment de la música antiga que s'esforçava per interpretar amb precisió la música antiga, especialment la música barroca i la música gregoriana.
Després de 1971, Edlund es va dedicar exclusivament a la composició. En la seva producció es va posar l'èmfasi en la música vocal, especialment la coral, amb o sense acompanyament instrumental. Va participar a Koralmusik (1957–64) editat per Harald Göransson.
Edlund es va traslladar a una granja de Gotland vora el mar l'any 1971 i va viure i treballar a Uppsala des de 1986.
Edlund està representat a "The Swedish Hymnal" 1986 amb composicions de quatre obres (núm. 343, 381, 392 i 613) i amb composicions d'onze obres a Cecilia. Llibre de servei catòlic 2013.
Edlund es va convertir en membre de l'Associació de Compositors Suecs el 1970 i va ser elegit com a membre núm. 793 de la Reial Acadèmia de Música de Sueca el 20 de febrer de 1975. És el pare del compositor Mikael Edlund (nascut el 1950).

## Premis i honors
- 1974 – Premi Hugo Alfvén
- 1975 – Membre núm. 793 de la Reial Acadèmia de Música de Sueca
- 1979 – Premi cultural suec de Läkerol
- 1982 – Beca Societa de Música d'Estocolm
- 1983 – Medall Societat Gustav Fröding
- 1990 – Premi Atterberg
- 1994 – Premi Rosenberg

## Obres (selecció)
- 1959 – Communio, quatre motets de comunió
- 1969 – Gloria per a cor mixt i sol de tenor
- 1971 – Elegia per a cor mixt (revisat el 1972), text de Gunnar Ekelöf
- 1971 – Benediccions per a cor i conjunt instrumental
- 1972 – Trace per a orquestra de cambra
- 1972 – Tres cançons populars de Gotland
- 1973 – Tríade per a cor i instruments de vent, text de les Roadmarks de Dag Hammarskjöld
- 1973 – Circ, cicle de cançons (1973–74)
- 1979 – La noia dels ulls, òpera de cambra
- 1993 – Quartet de corda núm. 2 – Reflexos d'un himne
- 1998 – Näverbitar, per a cor mixt i orquestra, text de Gunnar Ekelöf

## Himnes
A. A The Swedish Hymnal 1986:
- El pa sagrat descansa a la taula de l'altar (1986 núm. 392), composta l'any 1965
- Déu té una abraçada (1986 núm. 381), composta el 1957
- Before God's Throne (1986 núm. 613), composta el 1958
- The Potter's Disc Spins Around (1986 núm. 343), composta el 1957

B. A Cecilia. Llibre del Servei Catòlic, 2013:
- Quin poder i claredat immensos (2013 núm. 48), musicat el 1985
- Ven, Esperit Sant (2013 núm. 76a), composta el 1985
- Tune the instruments of our hearts (2013 núm. 77), composta l'any 1985
- May the song rise pure and clear (2013 núm. 133), composta el 1985
- Déu té una abraçada (2013 núm. 143), composta el 1957
- Compartim la teva bondat (2013 núm. 152), composta l'any 1985
- Senyor, prepara'ns ara (2013 núm. 217), composta l'any 1986
- Vida eterna (2013 núm. 251), composta el 1984
- Mireu, com la llum del cel (2013 núm. 253), composta l'any 1985
- The Shadow Has Fallen (2013 núm. 354), composta el 1985
- Tu sol ets digne de lloança (2013 núm. 453), composta l'any 1985